# Heather Graham
Heather Graham (Milwaukee, Wisconsin, 29 de gener de 1970) és una actriu estatunidenca. Va començar a ser coneguda arran del seu paper a la pel·lícula Drugstore Cowboy (de Gus Van Sant), i posteriorment a Boogie Nights (de Paul Thomas Anderson).

## Biografia
Heather Graham és filla d'una professora d'escola i d'un agent de l'FBI; ella i la seva germana Aimee (també actriu) van ser educades de manera molt estricta en una família catòlica. Atesa la feina del seu pare, havien de mudar-se sovint; cosa que va fer que s'anés tornant cada cop més tímida, mentre creixia també la seva passió per la interpretació.
Malgrat la tensió que el seu amor per l'actuació creava entre ella i la família, durant l'adolescència la seva mare va dur-la a càstings de Hollywood.
Poc després d'acabar l'institut, Graham es va traslladar a Los Angeles, on va aconseguir petits papers en pel·lícules, fins a topar-se amb Drugstore Cowboy (1989). Però la fama no li arribava tan ràpidament com ella pensava, així que va iniciar els seus estudis d'interpretació a la Universitat de Califòrnia de Los Angeles, encara que els va deixar un parell d'anys més tard, per dedicar-se a temps complet a treballar d'actriu.
Va ser llavors que va formar part del repartiment de la sèrie de televisió Twin Peaks (1990-1991); a partir d'aquell moment el seu rostre seria més habitual tant en la pantalla gran com en la petita, apareixent en pel·lícules com Un estrany a la família (1993).
S'ha relacionat sentimentalment amb els actors Heath Ledger, James Woods, Matt Dillon, Edward Burns, Kyle MacLachlan, Josh Lucas, Leonardo DiCaprio, Elias Koteas, i Matthew Perry, els músics Adam Ant, Elijah Allman, i Jason Falkner, i els directors Stephen Hopkins, Chris Weitz, i Yaniv Raz.
Li agrada cuinar, jugar a pòquer, i el ioga, i practica la meditació transcendental.

## Filmografia

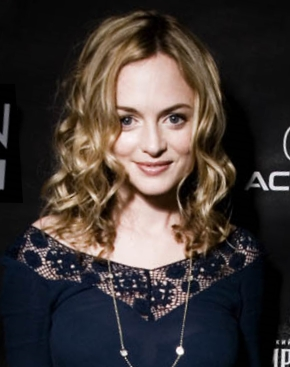
Graham el juny del 2007

| - 1984: Mrs. Soffel (no surt als crèdits) - 1987: Student Exchange - 1988: License to Drive - 1988: Twins (no surt als crèdits), d'Ivan Reitman - 1989: Drugstore Cowboy, de Gus Van Sant - 1990: T'estimo fins a la mort (I Love You to Death), de Lawrence Kasdan - 1990-1991: Twin Peaks (sèrie de televisió) - 1991: Guilty as Charged - 1991: Shout - 1992: Twin Peaks: Els últims dies de Laura Palmer (Fire Walk With Me), de David Lynch - 1992: O Pioneers! - 1992: El cop perfecte (Diggstown) - 1993: The Ballad of Little Jo - 1993: Elles també es deprimeixen (Even Cowgirls Get the Blues), de Gus Van Sant - 1993: Un estrany a la família (Six Degrees of Separation) - 1994: Desert Winds - 1994: La senyora Parker i el cercle viciós (Mrs. Parker and the Vicious Circle), d'Alan Rudolph - 1994: Don't Do It - 1995: Toughguy - 1995: Let It Be Me - 1996: Kiss & Tell - 1996: Swingers - 1996: Entertaining Angels: The Dorothy Day Story - 1997: Nowhere - 1997: Two Girls and a Guy - 1997: Boogie Nights, de Paul Thomas Anderson - 1997: Scream 2, de Wes Craven - 1998: Perduts en l'espai (Lost in Space), de Stephen Hopkins | - 1999: Austin Powers: L'espia que em va empaitar (Austin Powers: The Spy Who Shagged Me) - 1999: Bowfinger, de Frank Oz - 2000: Committed - 2001: Say It Isn't So - 2001: Sidewalks of New York, d'Edward Burns - 2001: From Hell - 2002: Alien Love Triangle - 2002: Killing Me Softly - 2002: The Guru, de Daisy von Scherler Mayer - 2003: Executiu agressiu (Anger Management) - 2003: Hope Springs - 2004: Blessed - 2004: Arrested Development (sèrie de televisió) - 2004-2005: Scrubs (sèrie de televisió, 9 episodis) - 2005: Casaments per encàrrec (Cake) - 2005: Mary - 2006: The Oh in Ohio (no surt als crèdits) - 2006: Bobby - 2007: Gray Matters - 2007: Broken - 2007: Adrift in Manhattan - 2007: Have Dreams, Will Travel, de Brad Isaacs - 2008: Miss Conception - 2009: Baby on Board - 2009: ExTerminators - 2009: The Hangover - 2009: Boogie Woogie - 2010: Father of Invention - 2011: 5 Days of War - 2013: Ressaca 3 (The Hangover Part III) |